# MFC
MFC (skrótowiec od ang. Microsoft Foundation Class Library) – biblioteka Visual C++, której klasy stanowią szkielet aplikacji dla programów pracujących w systemie Windows. Jest to biblioteka programistyczna napisana w języku C++, która stanowi obiektową (i uproszczoną) wersję Microsoft Windows API.

## Historia
- MFC powstała w 1992[2], razem z pojawieniem się Visual C++ 1.0. Od wersji 3.0 jest biblioteką 32-bitową; poprzednie wersje (1.0–2.5) były 16-bitowe.

- Ze względu na szybko zmieniające się wersje biblioteki, Microsoft zdecydował od wersji 4.2 wprowadzić zgodność ze wszystkimi kolejnymi wersjami. Od tego czasu uaktualnienia biblioteki skompilowane są w pliku MFC(xx).dll(gdzie xx to wersja biblioteki).

- Typowe funkcje używane przez VC++ zawarte są w bibliotece MSVCRT.dll, nie są to jednak funkcje biblioteki MFC, co jest często mylone, gdyż obydwa pliki są potrzebne do prawidłowego działania aplikacji korzystających z MFC

## Elementy charakterystyczne
- Architektura dokument/widok – technika programowania polegająca na rozdzieleniu interfejsu użytkownika oraz danych programu. Opanowanie techniki i implementacji architektury dokument/widok pozwala tworzyć przejrzyste aplikacje oraz pielęgnować wygląd aplikacji.
- Kolekcje – biblioteka MFC udostępnia różnego rodzaju kolekcje, podobne do tych z STL:
  - CArray
  - CMap
  - CList (CObList ...)
  - CStringList
- Serializacja – funkcja umożliwiająca zapisywanie w łatwy sposób całych obiektów do plików, lub do urządzeń (np. drukarki).

## Cechy budowy biblioteki
Biblioteka MFC jest stworzona w stylu obiektowym bardzo przypominającym zwyczaje panujące w bibliotekach języka Smalltalk. Stąd wynika np. istnienie „głównego korzenia” w postaci klasy CObject, obowiązek stosowania wyłącznie pojedynczego dziedziczenia, jak również częstego jawnego rzutowania wskaźników na obiekty wynikającego z konieczności obejścia statycznej typizacji, która przeszkadza w pełnej obiektowości, jaką mamy w Smalltalku.
Biblioteka MFC stosuje wiele obejść względem istniejącego sposobu operowania obiektami w C++, m.in. własne mechanizmy tworzenia obiektów oraz własne mechanizmy refleksji (za pomocą specjalnych makr umieszczanych w klasach). Nie stosuje również w ogóle obiektów automatycznych (tworzonych na stosie).
W kwestii tworzenia GUI, biblioteka MFC nie oferuje nam żadnego mechanizmu rozmieszczania widżetów poza podstawowym umieszczaniem widżetu na określonej pozycji w oknie (z tego względu zwykle okna specjalnie dla MFC i WinAPI konstruuje się za pomocą odpowiednich narzędzi i zapisuje w tzw. pliku zasobów, który potem kompiluje się wraz z całym projektem i potem do utworzenia okna stosuje się jedynie identyfikator zasobu). Co za tym idzie, nie ma również możliwości stosowania w poszczególnych widżetach własnej polityki rozmiaru inaczej niż po prostu przez obsługiwanie zdarzenia WM_SIZE.
W MFC istnieje jeden mechanizm obsługi zdarzeń, który w istocie jest jedynie lekko ulepszoną metodą znaną z WinAPI – konstruowana jest tablica zdarzeń określonego okna, czyli lista asocjacji pomiędzy identyfikatorem zdarzenia systemu Windows i funkcją obsługi. Wszystko, co można w tych zdarzeniach określić i obsłużyć, jest ściśle określone tym, co w tej dziedzinie można uzyskać w czystym WinAPI. Tablicę tę tworzy się za pomocą odpowiednich makr, przy czym MFC dodatkowo narzuca nazewnictwo funkcji obsługi zdarzeń.